# Ulma, Suceava
Ulma là một xã thuộc hạt Suceava, România. Dân số thời điểm năm 2002 là 2299 người.